# Терновский, Дмитрий Владимирович
Дмитрий Владимирович Терновский (25 декабря 1918 года — 14 июля 1996 года) — советский и российский зоолог, занимавшийся изучением, разведением и гибридизацией куньих. Успешно вывел гибрид хорька и европейской норки — хонорика, а также приложил немало усилий в сохранении европейской норки, селекции домашних хорьков и их популяризации в СССР и затем в России в качестве домашних животных.

## Биография
Родился 25 декабря 1918 года в семье главврача городской больницы Нижнего Ломова, Владимира Терновского.
В 1942 году, несмотря на освобождение от службы в армии по состоянию здоровья, был записан добровольцем в РККА и ушёл на фронт. Проходил обучение в Томском артиллерийском училище. На передовой служил в расчёте пушки 45-мм противотанковой пушки 53-К. Награждён Орденом Отечественной войны II степени и Орденом Красной Звезды и восемью медалями. Впоследствии был удостоен ещё семью трудовыми медалями.
После войны, с сентября 1946 года вплоть до конца дней работал в Институте систематики и экологии животных СО РАН. Был инициатором и организатором фермы куницеобразных в новосибирском Академгородке, на которой в течение 1970-х — 1980-х годов активно проводились селекционные эксперименты, и закрытой в 2010 году ввиду аварийного состояния.

### Работа по сохранению европейской норки
Терновскому успешно удалось получить популяцию европейских норок, выращенных в неволе. Также была предпринята попытка интродукции европейских норок на Курильские острова, где ни она, ни американская норки раньше не водились: на Кунашир в 1981—1985 годах (134 особи) и Итуруп в 1986—1989 годах (254 особей). Несмотря на заверения заместителя директора ИСиЭЖ СО РАН и доктора биологических наук Юрия Литвинова о том, что норка успешно прижилась, к 2014 году по данным МСОП стабильной популяции найти не удалось.
После закрытия фермы исследования по изучению и сохранению европейских норок было перенесено в Ильменский заповедник, принадлежащий УрО РАН по договоренности с Уральским научным центром, сами норки были переданы ещё в 2009 году. Ещё часть поголовья в Пушкинский зверосовхоз под Москвой, а оставшаяся часть была передана новосибирскому зоопарку.

### Работа по селекции хорьков и выведение хонорика
В 1971 году Дмитрию и его жене Юлии из Пражского зоопарка была передана пара фуро, хорьков-альбиносов — самец и самка. Хорьки были одомашнены в Древнем Риме и широко использовались в Западной и Центральной Европе в качестве охотничьих и, реже, пушных животных. Разведение хорьков в качестве пушных начали использовать на зверофермах в начале XX века. Терновские обнаружили, что фуро отлично передает по наследству свой доброжелательный нрав, плодовитость, чистоплотность и миролюбивое отношение к человеку. Благодаря им Терновский вывел помесных хорьков с повышенной репродуктивной способностью и улучшенным качеством меха по сравнению с лесным хорьком. Таким образом, Терновский заложил основы хорьководства в СССР.
В 1978 году Терновский завершил проведение работ по скрещиванию хорька и норки, результатом которой стало выведение нового (в лабораторных условиях, в природе он изредка, но встречается) межвидового гибрида. Матерью была самка европейской норки, а отцом — гибрид лесного и степного хорька. Гибрид по первым слогам названий видов родителей был назван хонориком. Внешне хонорики напоминают норку, но им присущи такие хорячьи черты, как более большие, чем у норки, уши, окаймлённые светлой полосой. От хорьков хонорики унаследовали способность копать норы, а от норок — способность хорошо плавать. Однако хонорик отличается агрессивным характером, а плодовитость присутствует лишь у самок. В том же 1978 году Терновский защитил докторскую диссертацию.
Выведение хонорика вызвало сенсацию на советских и международных выставках, их шкурки, отличающиеся высоким качеством, награждались медалями на ВДНХ в Москве. Разведение хонориков в зверосовхозах широко пропагандировалось в советских СМИ. В это же время появляется мода и на разведение хорьков, однако вскоре был издан закон о запрете разведения пушных зверей частными лицами, и увлечение хорьками быстро сходит на нет. Данный закон был отменён лишь при Перестройке, и хорьков вновь начинают разводить. Однако часто продавцы и перекупщики хорьков часто выдавали их за хонориков. Настоящий бум увлечения хорьками, уже в качестве декоративных животных, происходит лишь в середине 1990-х годов, большинство современных российских домашних хорьков являются потомками во втором-третьем поколении хорьков, взятых с советских звероферм.
На данный момент хонорики ввиду агрессивного характера и множества других недостатков не выращиваются на зверофермах.

## Семья и родственники
- Дед — Пётр Иванович Терновский (1857 — ?), священник-протоиерей, родился в семье священника, окончил Пензенскую духовную семинарию в 1880 году. Начал службу в Инсарском уезде Пензенской губернии (ныне — Инсарский район Мордовии), впоследствии по собственному желанию перевёлся в село Казанская Арчада Пензенского уезда, затем — в село Каменку Нижнеломовского уезда, а 27 января 1892 года — в село Головинщино. В 1894 году был награждён скуфьей, а спустя пять лет — камилавкой. Состоял в Красном Кресте, был нагрждён. Был женат на Антониние Васильевне (1859-?). Службу завершил в годы советской власти, дата и место смерти неизвестны.
- Отец — Владимир Петрович (18 августа 1886 — 19 сентября 1973), врач-отоларинголог, участник Первой мировой и Великой Отечественной войн, заслуженный врач РСФСР (1946), с 1918 по 1929 годы занимал должность главврача Нижне-Ломовской больницы, а с 1929 года — Пензенской. Имел два брата — Ивана и Петра.
- Старший брат — Георгий Владимирович (23 апреля 1915 — 12 июля 1970), Герой Советского Союза, участник Великой Отечественной войны. Окончил 7 классов школы и фабрично-заводское училище, работал слесарем. В 1934 году поступил на службу в военно-морской флот, окончил севастопольское военно-морское училище в 1938 году, а с 1939 года являлся членом КПСС. Получил звание Героя Советского Союза с вручением ордена Ленина и медали «Золотая Звезда» указом Президиума Верховного Совета СССР от 14 сентября 1945 года за успешное выполнение боевых заданий по борьбе с японской армией, тогда Георгий Владимирович находился в звании капитана третьего ранга. После войны, продолжив службу на флоте, окончил военно-морскую академию, а в 1954 году уволился в запас в звании капитана первого ранга, оставшуюся жизнь прожил в Москве. 8 января 1965 года исполком Пензенского городского Совета депутатов трудящихся присудил Георгию звание почётного гражданина Пензы.
- Жена — Юлия Григорьевна (14 марта 1922 — 3 апреля 2014), кандидат биологических наук, ведущий научный сотрудник Института систематики и экологии животных Сибирского отделения РАН. После смерти супруга продолжила исследования, начатые им ещё при жизни.

## Труды
- Д. В. Терновский. Биология куницеобразных / Отв. ред. д-р биол. наук, проф. А.А. Максимов. — Новосибирск: Наука, 1977. — 280 с.[9][10]